# Jordi Amat
Jordi Amat Maas (ur. 21 marca 1992 w Barcelonie) – indonezyjski piłkarz pochodzenia hiszpańskiego grający na pozycji obrońcy w Johor Darul Takzim FC.

## Kariera
Jordi Amat dołączył do szkółki piłkarskiej RCD Espanyolu w wieku zaledwie 7 lat. 24 stycznia 2010 roku zadebiutował w La Liga, gdy wszedł na boisko w końcówce meczu z RCD Mallorcą. Swój pierwszy pełny sezon w zespole zakończył z dorobkiem 26 spotkań ligowych.
W sezonie 2012/13 został wypożyczony do Rayo Vallecano. 24 lutego 2013 roku trafił bramkę w meczu z Realem Valladolid, jednak w tym samym spotkaniu trafił gola samobójczego.
27 czerwca 2013 roku podpisał czteroletni kontrakt z Swansea City.